# В'єтнамська каліграфія
В'єтнамська каліграфія (в'єтн. thư pháp Việt Nam; 越南 書法 ) має декілька шрифтів, а саме, тьи-хан (chữ Hán, китайські ієрогліфи), тьи-ном та куокнги (chữ Quốc ngữ), в основі якого є латиниця. Каліграфи застосовували перші два письма. Проте, через прийняття куокнги, у сучасній в'єтнамській каліграфії використовується латиниця.
На традиційну в'єтнамську каліграфію дуже вплинула китайська. Як частина східноазійської культурної сфери, класична китайська мова часто застосовувалася як писемний засіб спілкування, в результаті у в'єтнамській каліграфії дотримувалися стандарти китайської мови та вживався тьи-хан в більшості робіт. Наприклад, у часи династії Лі стиль був схожим на стиль каліграфії за часи китайської династії Тан (618–907). За епоху правління династії Чан сильно впливали стилі китайських династії Сун (960–1279) та Юань (1271–1368).
Згодом В'єтнам розробив власні вид каліграфії для написання як класичної китайської мови, так й тьи-ном. У період пізньої династії Ле во В'єтнамі з'явився стиль, назва якого — «Nam tự» (南字, букв. «Південний шрифт»). Фам Дінь Хо використав цей термін у своїй книзі Ву Чунг Туй Бут («Vũ Trung Tùy Bút»; 雨中隨筆). Спочатку стиль вживався тільки в канцелярських цілях, але згодом отримав широку популярність. Він також називався «Lệnh Thư» (令書, букв. «Сценарій указів») у Всеосяжної історії В'єтнаму (Việt Sử Toát Yếu; 越史撮要), через його первісну бюрократичну спрямованість.
Зараз переважає каліграфія на основі в'єтнамської латиниці, тому що тьи-ном та китайські ієрогліфи значною мірою вийшли з вжитку. Куокнги отримала популярність, через вплив французької літератури під час рухів Нової Поезії та Вільної Поезії. Сучасна в'єтнамська каліграфія, безсумнівно, знаходиться під впливом сучасного латинського скоропису. Перевага надається каліграфічної кисті, а не перу чи очеретяній ручці, як у західній каліграфії. Подібно до китайської, в'єтнамська каліграфія використовується для записів віршів, святкових банерів, вивісок та ін.

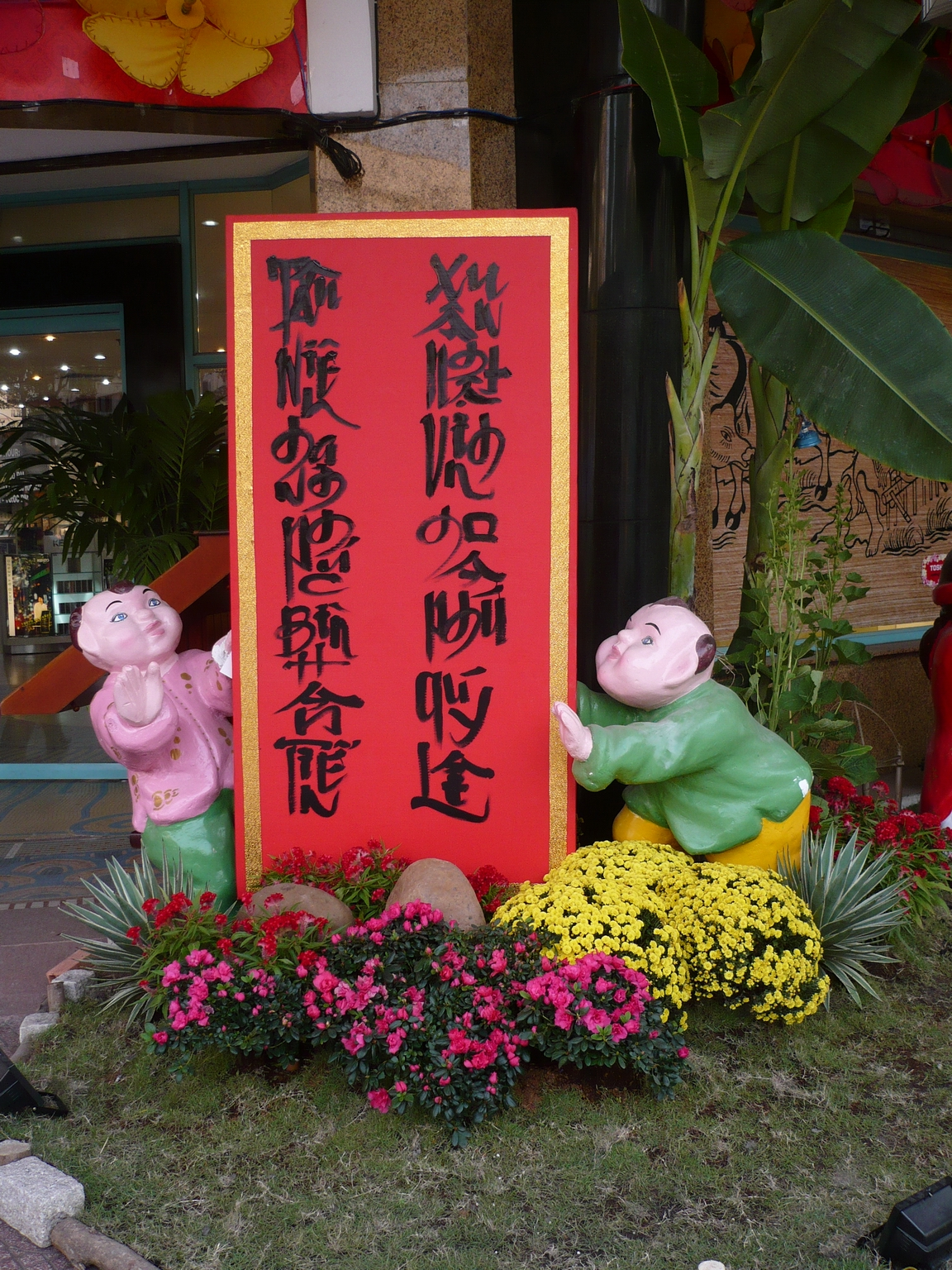
Банер куокнги (латинська графіка) в китайському стилі.
Каліграфічні шрифти во В'єтнамі.
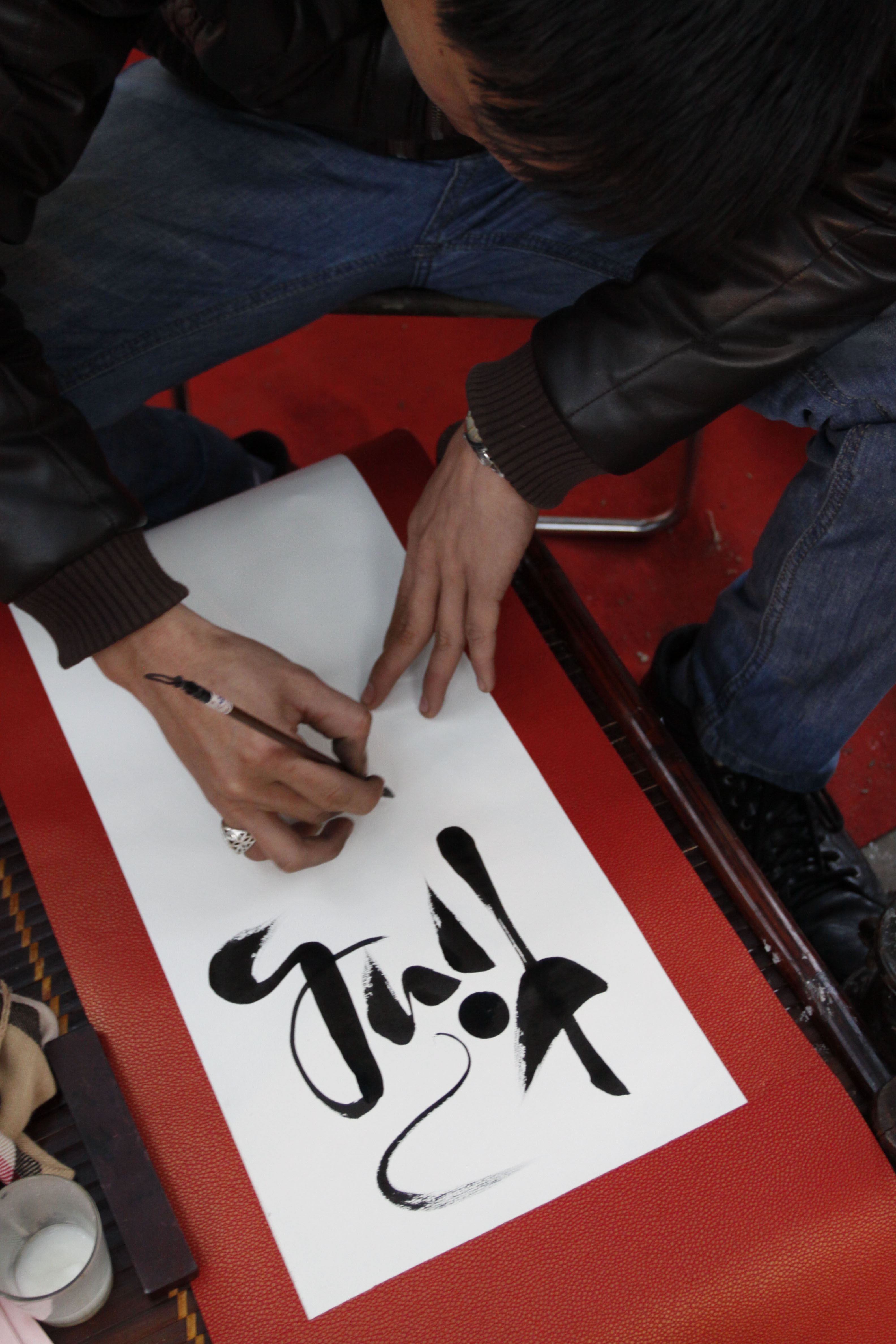
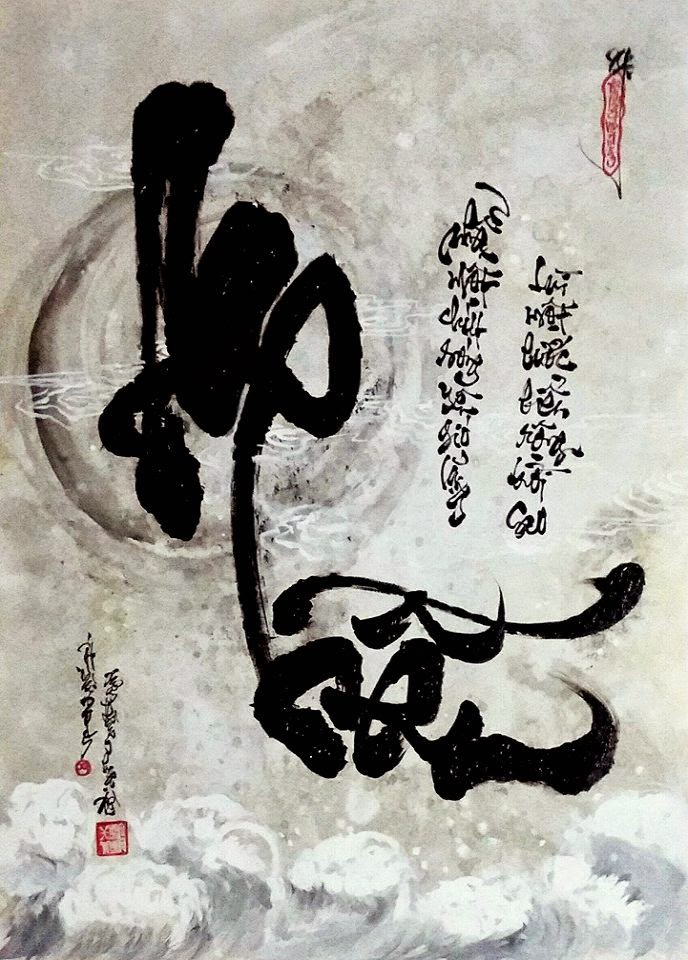
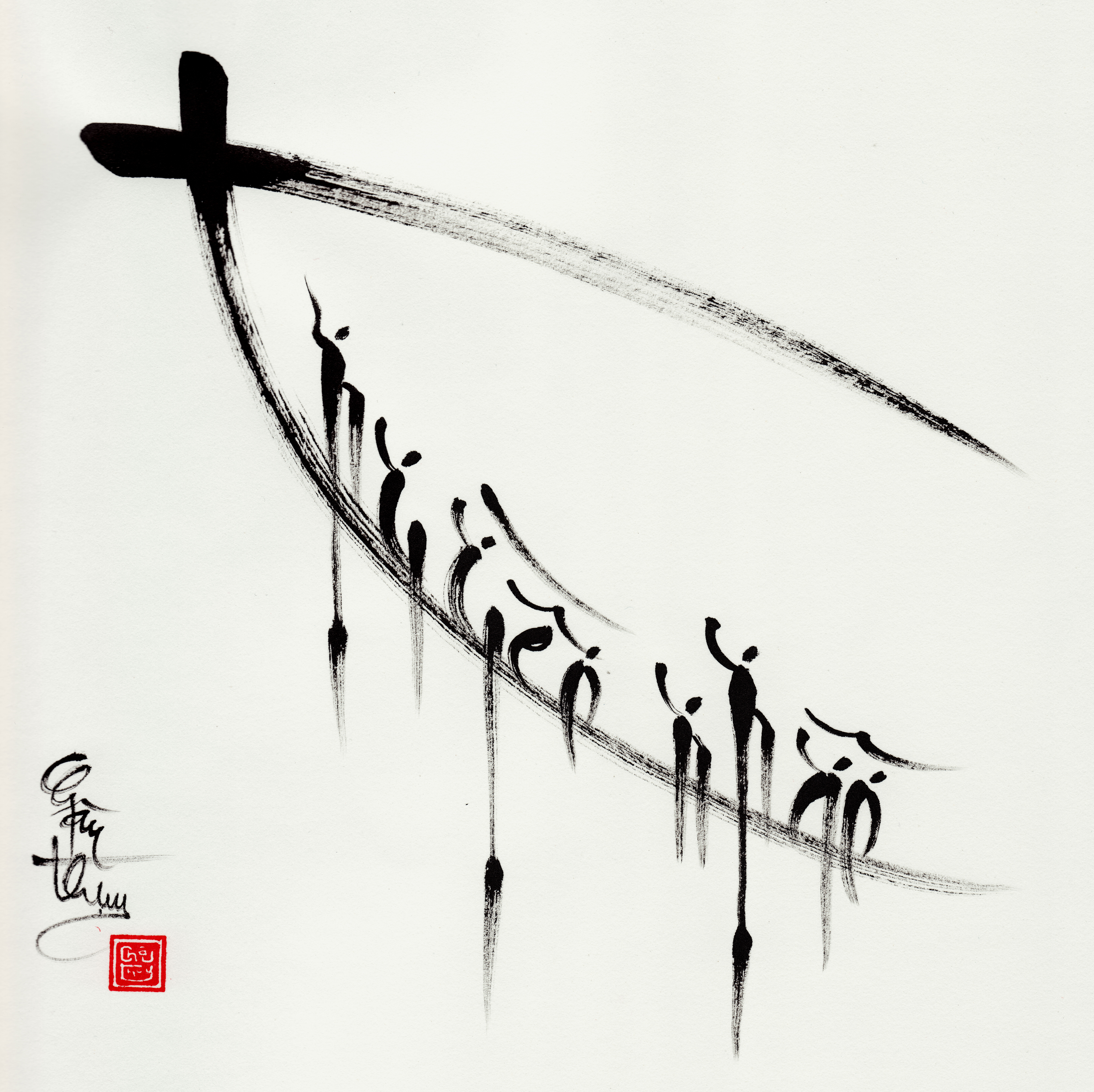
"Люди в човнах" ("Thuyền nhân")
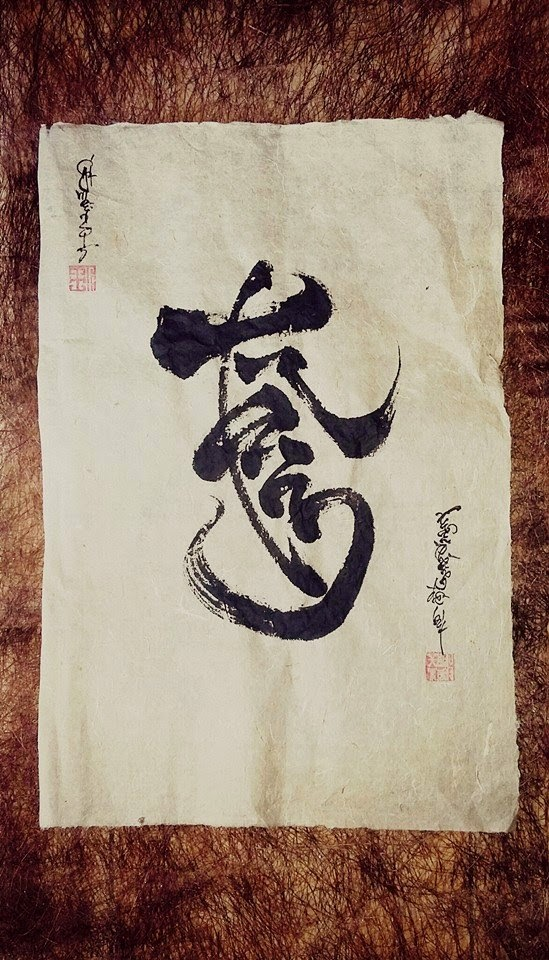
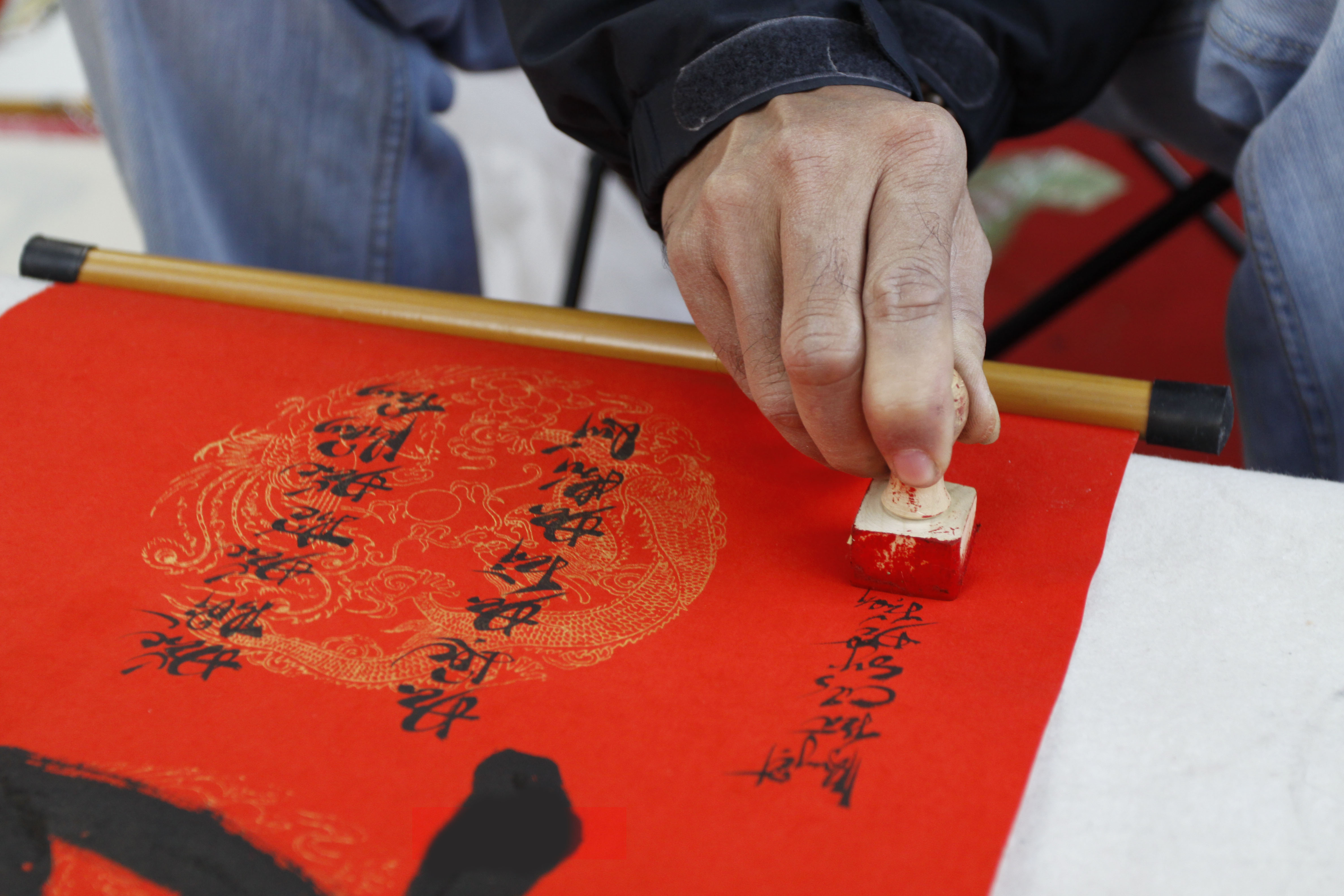